# Xylocampa juncta
Xylocampa juncta là một loài bướm đêm trong họ Noctuidae.